# حصار يوركتاون(1862)
حصار يوركتاون (بالإنجليزية: Siege of Yorktown)‏ هو حصار تم فرضه من قبل قوات الاتحاد علي القوات الكونفدرالية وذلك خلال الفترة من 5 أبريل إلى 4 مايو 1862 ، كجزء من حملة بينينسولا للحرب الأهلية الأمريكية فخلال مسيرة الجنرال جورج بي. مكليلان قائد  جيش بوتوماك الاتحادي من فورت مونرو ، التقي مع الجنرال جون ب. ماجرودر مع قوة صغيرة من القوات الكونفدرالية في يوركتاون قرر مكليلان تعليق مسيرته في شبه الجزيرة نحو ريتشموند ليقوم بفرض حصار علي القوات الكونفدرالية .

في 5 أبريل، تمركز الفيلق الرابع من الكونفدرالية بقيادة العميد ارسميث كييس وتحصنوا في ليزمييل وهي منطقة يتوقع أن تنتقل إليها قوه ماكليلان الاتحادية، وعندما اشتبك الجيشان بالمدفعية، أشارت الاستطلاع إلى قوة التحصينات الكونفدرالية واتساعها، ونصح مكليلان بعدم الهجوم حيث أمر مكليلان ببناء حصون الحصار وجلب بنادق الحصار الثقيلة إلى الأمام، علي الجانب الآخر، فإن الجنرال جوزيف جونستون ارسل المزيد من التعزيزات إلي ماجرودر.
في 16 أبريل، بحثت قوات الاتحاد عن نقطة في خط الكونفدرالية حيث قامت بالهجوم علي النقطة الدفاعية رقم 1 ولكن الاتحاد فشل في استغلال النجاح الأولي لهذا الهجوم، هذه الفرصة الضائعة عرقلت مسيرة ماكليلان لمدة أسبوعين إضافيين بينما كان يحاول إقناع البحرية الأمريكية بتجاوز المدافع الكبيرة للقوات الكونفدرالية في يوركتاون وجلوستر بوينت وصعود نهر يورك إلى ويست بوينت وتجاوز خط وارويك، وأخيرا خطط مكليلان لقصف هائل فجر يوم 5 مايو، ولكن الجيش الكونفدرالي انسحب تحت ضغط قوات الاتحاد أخيرا من المنطقة خلال ليلة 3 مايو نحو ويليامزبرغ .  

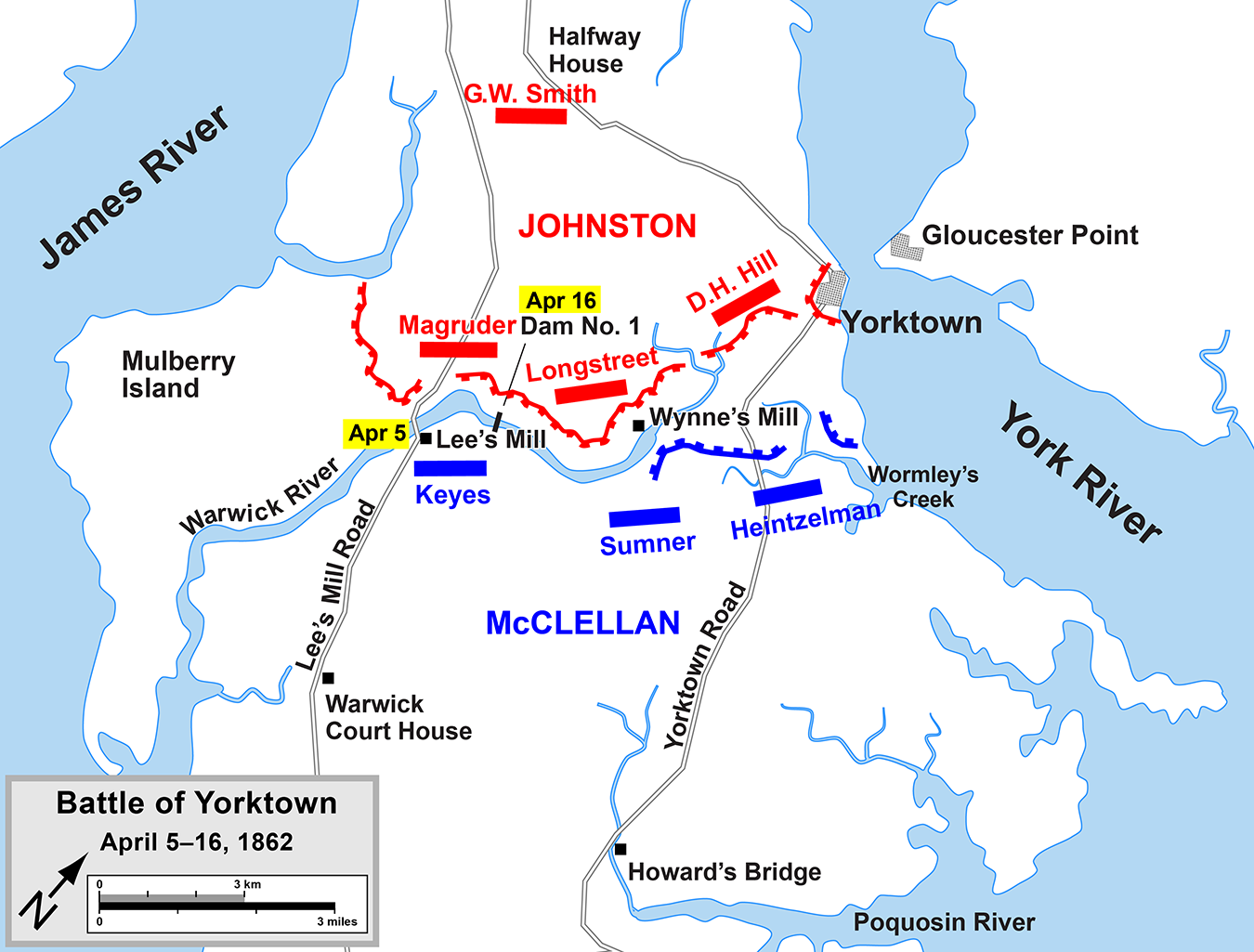
معركة يوركتاون
الكونفدرالية

## الحفاظ على ساحة المعركة
تمت تخصيص نحو 6 أكر (0.024 كـم2) من مساحة ليزيسميل للإبقاء علي ساحة المعركة. 

## روابط خارجية
- وصف معركة الخدمة الوطنية بارك
- تحديث تقرير CWSAC
- فرجينيا الحرب الأهلية خريطة المسافر